# جينيت رينو
جينيت رينو ، (من مواليد 28 أبريل 1946) هو مؤلفة وكاتبة وملحنة ومغنية كيبيكية. حصلت على ترشيحات لجوائز الجني والجوزاء وهي حاصلة على جائزة جونو. مبيعاتها الموسيقية في كندا متحصله على الذهب والبلاتين.

## النشأة
ولدت جينيت رينولت في مونتريال، في ولاية كيبيك، كندا، وبدأت تغني في حوالي 1960 حيث لأول مرة فازت بمسابقة المواهب "Les Découvertes de Jean Simon" (اكتشافات جان سيمون). بهذا النجاح، تقدمت لها ثلاثة أندية في مونتريال (Café Caprice و le Café de l'Est و Café Provincial) اقتراحات بعقد احترافي لها. ثم اقترح عليها أن إسمها لرينو، وهو هجاء صوتي لاسمها الأخير الحقيقي (كما يعتبر واضح جدا خصوصا في الفرنسية الكندية).

## المشوار المهني

### موسيقى
تعتبر فنانة كندية حصلت مبيعات موسيقاها وأغانيها الذهب والبلاتين. سجلت باللغتين الإنجليزية والفرنسية. حصلت أحد أغنيها في اللغة الإنجليزية هي أغنيتها عام 1970 «رجل جميل مستعمل» وصلت إلى المرتبة الثانية في الترتيب فردي RPM في أسبوع 28 نوفمبر 1970. كانت الأغنية من ألبومها الثالث Beautiful Second Hand Man الذي صدر عام 1971 على Parrot Records. تم إعادة إصدار الأغنية تحت العلامة الفرنسية Melon-Miel على تجميعية من قرصين Vocally Yours Vol. 7 و 8 في عام 2004. من بين تسجيلاتها أغنية Lynsey de Paul "Dans la vie tout s'arrange" (Storm in a Teacup). هي غالبا ما تغني فقط في كيبيك. خلال حياتها المهنية التي استمرت أربعة عقود، سجلت حوالي 60 ألبومًا.
في مارس 2019، كانت واحدة من 11 مطربا في كيبيك، جنبا إلى جنب مع سيلين ديون، ديان دوفريسن، إيزابيل مولي، لوس دوفولت، لويز فوريستير، لورانس جلبير، كاترين الكبرى، أريان موفات، ماري دنيز بلاتير وماري إلاين ثيبيرت، الذين شاركوا في تسجيل مجموعة سوبروبول من أغاني رينيه كلود لعام 1971 بعنوان Tu trouveras la paix بعد إعلان تشخيص كلود لمرض الزهايمر.

## مرتبة الشرف

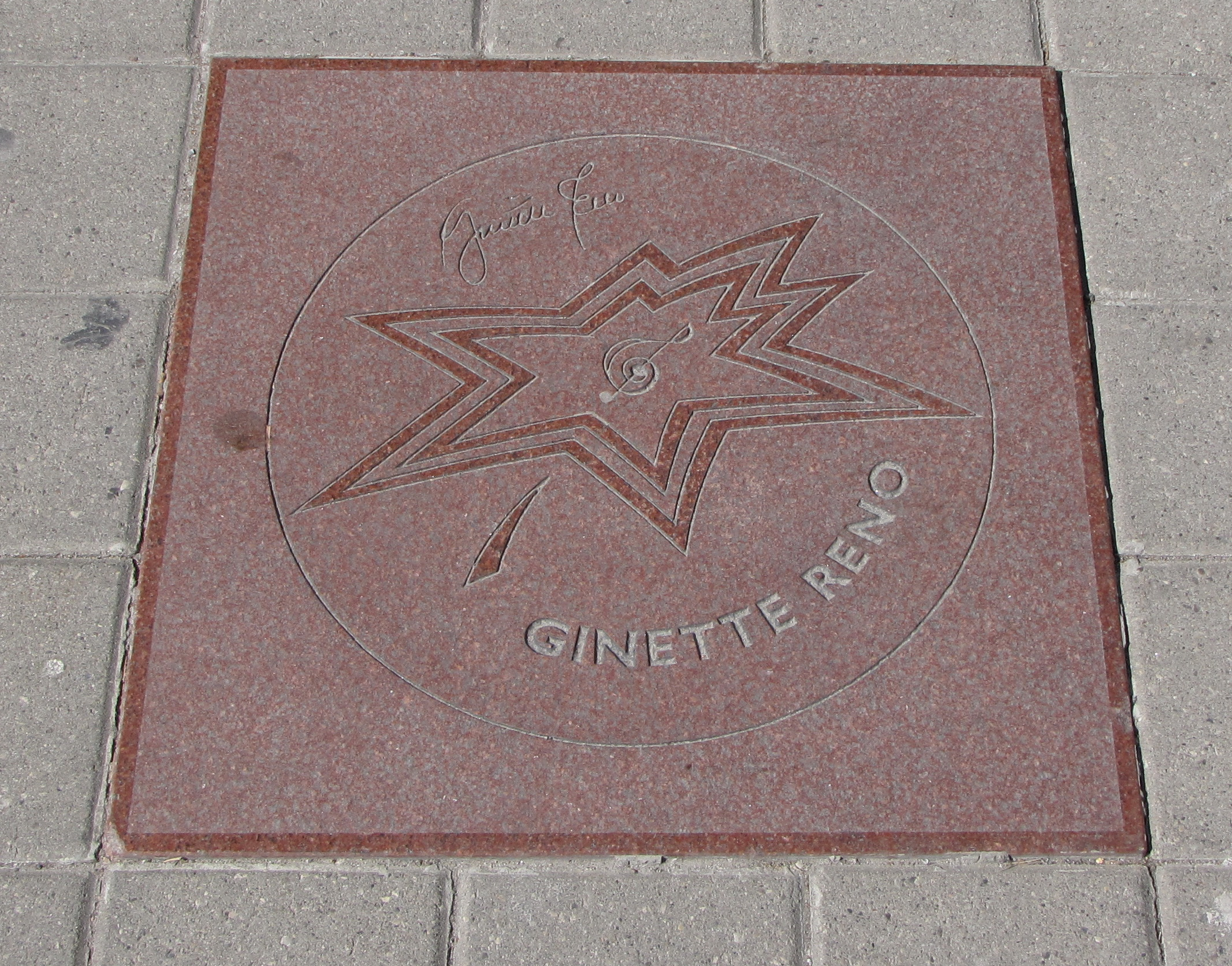
نجمة رينو على ممشى المشاهير في كندا.

فازت رينو بجائزة أفضل مطربة في جوائز أوراق الذهب لعام 1970 . وحصلت على Juno عام 1972 وجونو 1973 في فئة الأداء المتميز للعام - أنثى. تم ترشيح رينو لجونو في عام 1998 في فئة أفضل ألبوم فرنكوفوني لألبومها إصدارات رينو . تم ترشيحها مرة أخرى في جوائز جونو لعام 1999 لأفضل مطربة. في عام 2001 فازت بجائزة جونو للألبوم الفرنكوفوني لهذا العام عن ألبومها Un Grand Noël d'amour . في عام 2010، تم ترشيح Reno لجائزة Juno Fan Choice .
في جوان 1982، حصلت على وسام ضابط في وسام كندا. في عام 1999، حصلت رينو على جائزة الحاكم العام للفنون الأدائية للإنجاز الفني مدى الحياة، وهو أعلى تكريم في كندا للفنون المسرحية. في عام 2000، تم تجنيدها في ممشى المشاهير في كندا. في عام 2004، أصبحت فارسًا من وسام كيبيك الوطني.

## فيلموغرافيا

### فيلم
| عام  | عنوان                    | وظيفة           | ملاحظات |
| ---- | ------------------------ | --------------- | ------- |
| 1992 | Léolo                    | أم              |         |
| 1996 | خمس نجوم ديون (telefilm) | مدام ليغروس     |         |
| 1998 | حان دورك، لورا كاديوكس   | لورا كاديوكس    |         |
| 1999 | لورا كاديوكس الثاني      | لورا كاديوكس    |         |
| 2003 | مامبو ايطاليانو          | ماريا باربيريني |         |
| 2006 | سر العائلة               | بلانش           |         |

## الروابط الخارجية
- جينيت رينو على موقع IMDb (الإنجليزية)
- جينيت رينو على موقع ألو سيني (الفرنسية)
- جينيت رينو على موقع ميوزك برينز (الإنجليزية)
- جينيت رينو على موقع أول موفي (الإنجليزية)
- جينيت رينو على موقع قاعدة بيانات الأفلام السويدية (السويدية)
- جينيت رينو على موقع أول ميوزيك (الإنجليزية)
- جينيت رينو على موقع ديسكوغز (الإنجليزية)
- جينيت رينو على موقع قاعدة بيانات الفيلم (الإنجليزية)
- جينيت رينو على موقع كينوبويسك (الروسية)
- الموقع الرسمي
- Ginette Reno في قاعدة بيانات الأفلام على الإنترنت